# Mary Cannon
Mary Cannon (2 de junio de 1965) es una psiquiatra irlandesa e investigadora científica. Ha recibido  el premio de doctores de psiquiatría de la Real Academia de Medicina de Irlanda, y está entre los científicos más citados del mundo. Es conocida sobre todo por su estudio de los factores de riesgo de enfermedad mental en jóvenes.

## Educación
Estudió medicina en el University College de Dublín e hizo la residencia con Eadbhard O'Callaghan en el hospital San Juan de Dios en Dublín. Obtuvo una beca de formación avanzada del Wellcome Trust para estudiar con Robin Murray en el Instituto de Psiquiatría de Londres.

## Carrera
Cannon es profesora asociada de psiquiatría en el Royal College de cirujanos de Irlanda, y trabaja como psiquiatra en el Beaumont Hospital, Dublín.
Cannon investiga factores de riesgo de psicosis y otras enfermedades mentales en jóvenes. Junto a su  equipo de investigación  ha hecho descubrimientos importantes sobre la relación entre los eventos traumáticos  en la primera infancia, incluyendo las infecciones prenatales y el acoso escolar,  y los desórdenes  psiquiátricos como la esquizofrenia en adultos. Cannon estudia también la salud mental de la juventud irlandesa. Su grupo ha descubierto que más de un quinto de los irlandeses entre 11 y 13 años han experimentado alucinaciones auditivas lo que tuvo gran repercusión  mediática. Ha expresado el deseo de que sus descubrimientos reduzcan el estigma de las alucinaciones auditivas, y ayuden a cerrar la brecha entre los servicios e investigaciones psiquiátricas  juveniles y los de adultos.

## Reconocimiento
En 2014 fue la única mujer citada de entre once investigadores irlandeses como las mentes científicas más influyentes del mundo por Thomson Reuters. En este informe se encuentran los 3000 científicos más citados del mundo.

## Publicaciones seleccionadas
(en alemán)
- Kelleher, yo; Lynch, F; Harley, M; Molloy, C; Roddy, S; Fitzpatrick, C; Cañón, M (diciembre de 2012). "Psychotic Síntomas en riesgo de índice de la adolescencia para comportamiento suicida: hallazgos de 2 población caso basado-controlar estudios de entrevista clínica". «Psychotic symptoms in adolescence index risk for suicidal behaviour: findings from 2 population based case-control clinical interview studies». Archives of General Psychiatry 69 (12): 1277-83. December 2012. PMID 23108974. doi:10.1001/archgenpsychiatry.2012.164. (12): 1277@–83. doi:10.1001/archgenpsychiatry.2012.164.   CS1 maint: nombres Múltiples: lista de autores ()
- Cañón, M; Clarke, MC; Cotter, D (septiembre 2014). "Preparando el cerebro para psicosis: inflamación maternal durante desarrollo fetal y el riesgo de desorden psiquiátrico más tardío". «Priming the brain for psychosis: maternal inflammation during fetal development and the risk of later psychiatric disorder.». American Journal of Psychiatry 171 (9): 901-5. September 2014. PMID 25178744. doi:10.1176/appi.ajp.2014.14060749. (9): 901@–5. doi:10.1176/appi.ajp.2014.14060749.
- Cañón, M (junio de 2012). "Oyendo voces @– la importancia de psychotic síntomas entre personas jóvenes". «Hearing voices – the significance of psychotic symptoms among young people». Revista de psiquiatria y salud mental 5 (4): 214-6. June 2012. PMID 23021293. doi:10.1016/j.rpsm.2012.06.002. (4): 214@–6. doi:10.1016/j.rpsm.2012.06.002.
- Sullivan, SA; Wiles, N; Kounali, D; Lewis, G; Heron, J; Cañón, M; Mahedy, L; Jones, PB; Stochl, J; Zammit, S (agosto de 2014). "Asociaciones longitudinales entre adolescentes psychotic experiencias y depressive síntomas". «Longitudinal associations between adolescent psychotic experiences and depressive symptoms.». PLOS ONE 9 (8): e105758. August 2014. PMC 4146535. PMID 25162230. doi:10.1371/journal.pone.0105758. UN. (8): e105758. doi:10.1371/revista.pone.0105758.   .   CS1 maint: nombres Múltiples: lista de autores ()